# La musica (Matisse)
La musica è un dipinto a olio su tela (260x389 cm) di Henri Matisse del 1910. È conservato nel Museo dell'Ermitage di San Pietroburgo.

## Storia
Fu acquistato da Sergej Ščukin, un ricco imprenditore russo e grande collezionista di arte, già committente del più celebre La danza. Le due tele vennero esposte al Salon d'Automne ricevendo numerose polemiche, non convincendo nemmeno il loro acquirente Ščukin. In una sua lettera del 31 marzo 1909 rivolta all'artista è scritto: 
 Oggi La musica e La danza sono entrambe situate all'Ermitage.

## Stile e descrizione
La musica raffigura cinque personaggi lungo un presumibile prato verde. Due di essi, entrambi situati a sinistra, sono intenti a suonare rispettivamente un violino ed uno strumento a fiato, mentre gli altri tre intonano una canzone, come sottolineano le bocche aperte. Analogamente a La danza, sono stati impiegati solo tre colori: il rosso per i corpi, il blu per il cielo e il verde per la terra. L'opera è autografata e datata "HENRI-MATISSE 1910".

Nel 1929 Matisse dichiarò: